# Ever Anderson

Ever Anderson, 2024

Ever Gabo Anderson (* 3. November 2007) ist eine US-amerikanisch-britische Kinderdarstellerin und Model.

## Familie
Ihre Mutter ist Milla Jovovich und ihr Vater der Regisseur Paul W. S. Anderson.

## Karriere
Im Alter von neun Jahren war Anderson bereits auf dem Cover der Vogue Bambini, fotografiert von Ellen von Unwerth. Darüber hinaus wurde sie von Karl Lagerfeld, Mikael Jansson und Peter Lindbergh porträtiert.
Ihr erster Filmauftritt war 2016 in Resident Evil: The Final Chapter. Für den Film Black Widow wurde sie als jüngere Natasha Romanoff, dargestellt von Scarlett Johannsson, besetzt. Zudem wurde sie im März 2020 als Wendy in der Realverfilmung Peter Pan & Wendy gecastet.

## Filmografie
- 2016: Resident Evil: The Final Chapter
- 2021: Black Widow
- 2023: Peter Pan & Wendy

## Privatleben
Anderson praktiziert Taekwondo. Sie lebt in den Hollywood Hills in Los Angeles.